# كأس الدوري الأمريكي
كأس الدوري الأمريكي لكرة القدم هي مباراة البطولة السنوية لدوري كرة القدم (الدوري الأمريكي لكرة القدم) وتتويجًا لمباريات كأس الدوري الأمريكي لكرة القدم. تقام المباراة في شهر ديسمبر وتتنافس بين الفائز في نهائي المؤتمر الشرقي ضد الفائز في نهائي المؤتمر الغربي. يُمنح الفائز بكأس الدوري الأمريكي لكرة القدم لقب بطل الدوري.
يستخدم الدوري الأمريكي لكرة القدم دورة فاصلة بعد الموسم العادي لتحديد بطل الدوري السنوي، وهي طريقة شائعة في كل دوري رياضي رئيسي آخر في أمريكا الشمالية. يختلف هذا الشكل عن معظم بطولات دوري كرة القدم حول العالم، والتي تعتبر النادي الذي حصل على أكبر عدد من النقاط في نهاية الموسم هو البطل ؛ يكرم الدوري الأمريكي لكرة القدم هذا الإنجاز بدرع أنصار.
يُمنح الفريق الذي يتخذ من الولايات المتحدة مقراً له والذي يفوز بكأس الدوري الأمريكي أحد الملاعب الأربعة في البلاد في دوري أبطال الكونكاكاف في الموسم التالي. يمكن للفرق الكندية الثلاثة في الدوري الأمريكي لكرة القدم التأهل فقط إلى دوري أبطال أوروبا من خلال البطولة الكندية - إذا فاز أي منهم بكأس الدوري الأمريكي لكرة القدم، فإن رصيف دوري أبطال أوروبا المرتبط باللعبة يتم تمريره إلى الفريق صاحب المركز الأعلى في الولايات المتحدة في المجموع. جدول الموسم العادي الذي لم يتأهل بالفعل.
أقيمت بطولة كأس الدوري الأمريكي لكرة القدم الافتتاحية في 20 أكتوبر 1996، حيث هزم دي سي يونايتد فريق لوس أنجلوس جالاكسي. جالاكسي هو الفريق الأكثر نجاحًا في تاريخ كأس الدوري الأمريكي لكرة القدم، حيث فاز بلقب خامس رقم قياسي في عام 2014.
تم استخدام ثلاثة تصميمات تذكارية لكأس الدوري الأمريكي لكرة القدم: كأس ألان روثنبرغ من عام 1996 حتى عام 1998، وكأس ألان روثنبرغ المعاد تصميمها من عام 1999 حتى عام 2007، وكأس فيليب أنشوتز منذ عام 2008.

## التاريخ

### نجاحات دي سي يونايتد المبكرة
تعود جذور الدوري الأمريكي لكرة القدم إلى تأسيس الدوري الأمريكي لكرة القدم، عندما قرر الدوري إقامة بطولة مشابهة للبطولات الرياضية المعاصرة في أمريكا الشمالية. سيطر دي سي يونايتد على النسخ القليلة الأولى من اللعبة، الذي ظهر في أول أربع نهائيات لكأس الدوري الأمريكي لكرة القدم، وفاز بثلاث مرات.
شهد كأس الدوري الأمريكي لكرة القدم الافتتاحي في عام 1996 مشاركة دي سي يونايتد ولوس أنجلوس غلاكسي. تقدم جالاكسي 2-0 في وقت مبكر من الشوط الثاني، ولكن تم التخلي عن تقدمهم في نهاية المباراة عندما قلص توني سانيه الفارق في الدقيقة 72. بعد تسع دقائق، تعادل شون ميدفيد في المباراة بدرجتين، مما أدى إلى وقت إضافي بين الجانبين. بعد أربع دقائق من الوقت الإضافي، منح إيدي بوب اليونايتد الفوز بالهدف الذهبي.
في عام 1997، تم التنافس على نهائي كأس الدوري الثاني على ملعب آر إف كي، حيث فاز يونايتد بلقبين متتاليين، وهو إنجاز لم يتحقق لعقد آخر (عندما فاز هيوستن دينامو بنهائي 2006 و 2007). انتهت المباراة بنتيجة 2-1 لصالح يونايتد على كولورادو رابيدز، الذي لن يفوز بالبطولة حتى عام 2010. واختير خايمي مورينو أفضل لاعب في المباراة لهدفه في الدقيقة 37 من اللعب. كان هذا الموسم أيضًا المرة الأولى في تاريخ الدوري التي يفوز فيها أي فريق الدوري الأمريكي لكرة القدم بالموسم العادي ( درع أنصار ) ولقب ما بعد الموسم في نفس الموسم.
انتهى مسيرة دي سي يونايتد في العام الثالث، عندما وصلوا إلى نهائيات كأس الدوري الأمريكي للمرة الثالثة، ليخسروا أمام فريق شيكاغو فاير الموسع بنتيجة 2-0. ومع ذلك، في العام التالي، كرر يونايتد "ثنائية" الفوز بكل من درع المشجعين وكأس الدوري الأمريكي لكرة القدم في نفس الموسم. هذه المرة، كان الفوز 2-0 على جالاكسي في نهائي كأس الدوري الأمريكي لكرة القدم 1999.

### صعود كلاسيكو كاليفورنيا
لأول مرة منذ عام 1997، شهد نهائي كأس الدوري الأمريكي لكرة القدم 2000 وصول فريق جديد إلى النهائيات إلى جانب فاير. هذه المرة فاز فريق كانساس سيتي ويزاردز، المعروف الآن باسم سبورتنج كانساس سيتي، بأول كأس له في الدوري الأمريكي لكرة القدم بفوزه 1-0 على النار.

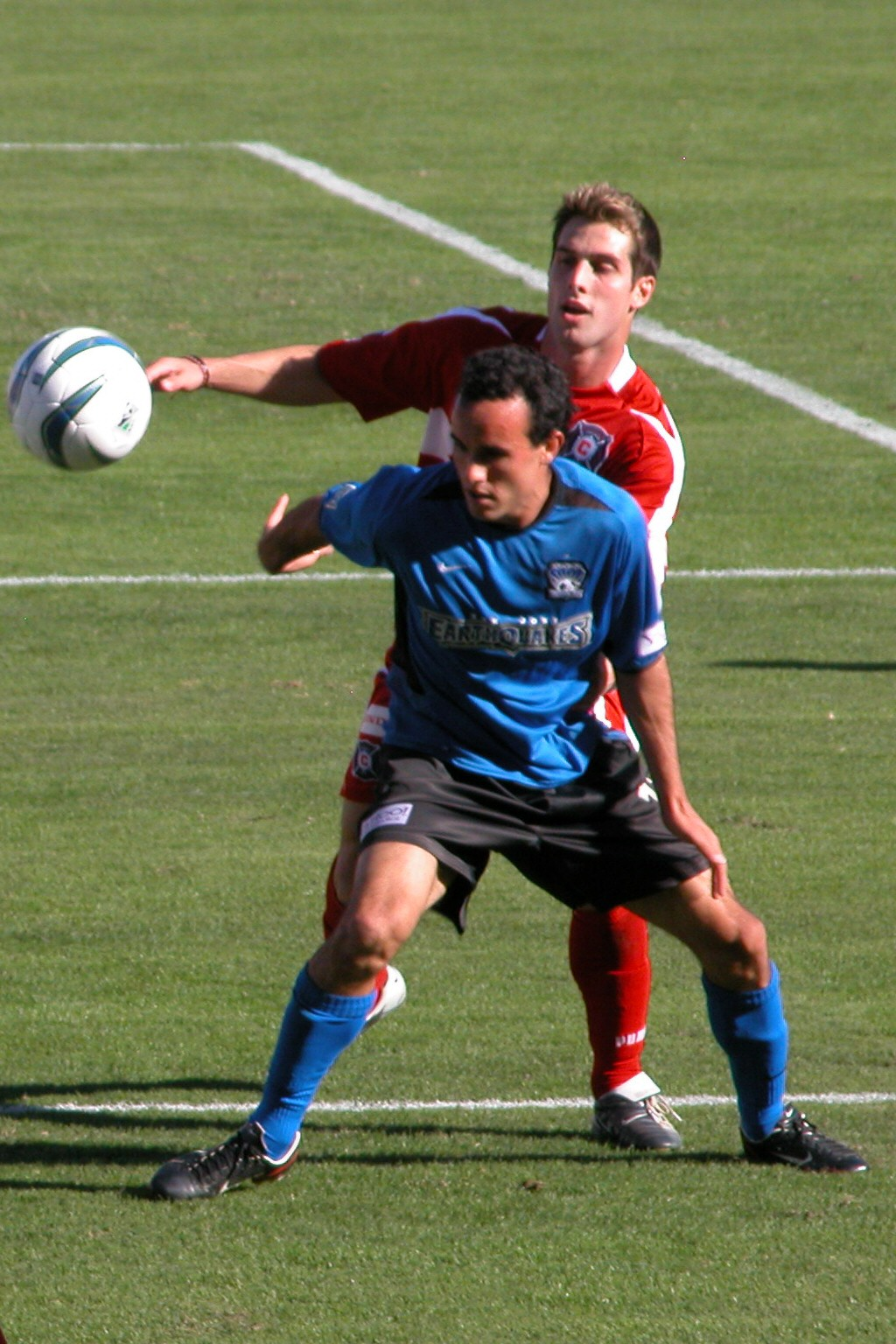
دافع لاندون دونوفان من سان خوسيه أمام كارلوس بوكانيجرا لاعب شيكاغو في كأس الدوري الأمريكي عام 2003.

من عام 2001 حتى عام 2004، شهدت نهائيات كأس الدوري الأمريكي لكرة القدم صعودًا في كلاسيكو كاليفورنيا عندما واجه الغريمان عبر الولايات لوس أنجلوس جالاكسي وسان خوسيه إيرثكويكس معًا في نهائي عام 2001. وشهدت المباراة أيضًا صعود المواطن الأمريكي لاندون دونوفان الذي فاز بجائزة الوافد الجديد لهذا العام وسجل هدف التعادل في فوز بطولة إيرثكويكس 2-1 على جالاكسي.
مع وجود أكبر جمهور في تاريخ كأس الدوري الأمريكي لكرة القدم في متناول اليد، استحوذت ثورة نيو إنجلاند على جالاكسي في نهائيات 2002. بالنسبة للمباراة، كان أكثر من 61000 مشجع حاضرين في ملعب جيليت لمشاهدة النهائي. في الفترة الثانية من الوقت الإضافي المفاجئ، انتزع جالاكسي لقبه الأول في كأس الدوري الأمريكي لكرة القدم، وأطلق شرارة بداية سلسلة من الخسائر في كأس الدوري الأمريكي للثورة.
شهد نهائي 2003 مواجهة بين متصدري الدوري لهذا الموسم وجهاً لوجه. لعب فريقان كانا يتمتعان بخبرة كأس الدوري الأمريكي لكرة القدم، وهما فاير وإيرثكويك، في النهائي في ذلك العام. حقق الناديان حملات ناجحة في الموسم العادي حيث فازت النار بأول درع أنصارهما، وكان الزلازل هو الموسم العادي للمؤتمر الغربي وأبطال ما بعد الموسم بالإضافة إلى حصوله على ثاني أفضل رقم قياسي في الموسم العادي. في مباراة ساخنة، فاز فريق إيرثكويكس بلقبه الثاني في كأس الدوري الأمريكي لكرة القدم بنتيجة 4-2 مما يجعله أعلى نهائي في تاريخ الدوري (ستة أهداف).
بعد غياب دام أربع سنوات، قام يونايتد برحلته الخامسة إلى نهائي كأس الدوري الأمريكي لكرة القدم، حيث لعب ضد ويزاردز في كأس الدوري الأمريكي لكرة القدم 2004. المباراة سجلت أربعة أهداف في أول 25 دقيقة، مع يونايتد حشد التقدم 3-1. في منتصف الشوط الثاني، تخلى يونايتد عن ركلة جزاء. سجل جوش وولف لمدينة كانساس سيتي، مما جعل المباراة ضمن المرمى. كان دي سي يونايتد قادراً على الاحتفاظ بالصدارة، بفوزه بلقبه الرابع في كأس الدوري الأمريكي لكرة القدم، بنتيجة 3-2.

### التغييرات
حتى عام 2005، كانت مباريات بطولة كأس الدوري الأمريكي تهيمن عليها الأندية التي فازت أو اقتربت من الفوز بدرع المشجعين. في بطولة كأس الدوري الأمريكي لكرة القدم 2005، فاز لوس أنجلوس جالاكسي بالمباراة، الذي فاز بلقب الدوري بتسجيله رقمًا قياسيًا في المركز التاسع. وبالتالي، كان لدى ويزاردز سجل أفضل، لكنهم لم يتأهلوا للتصفيات لأنهم احتلوا المركز الخامس في المؤتمر الشرقي، على الرغم من الرقم القياسي العام بالمركز الثامن. دفعت النتيجة الدوري الأمريكي لكرة القدم إلى إنشاء بطاقات برية جديدة تم استخدامها بدءًا من عام 2006، حيث يمكن فقط لعدد معين من الأندية التأهل لكل مؤتمر، وستتأهل الفرق التالية الأفضل بشكل عام بغض النظر عن المؤتمر. أثار ذلك في حد ذاته نقاشات حول تحول الدوري إلى طاولة واحدة وجدول متوازن. تم وضع الجدول الفردي حتى الآن، ولكن في عام 2010، وضع الدوري جدولًا متوازنًا. خلال موسم 2012، استأنف الدوري جدولاً غير متوازن.

### عصر السكوديتو
في بداية موسم 2006، ابتكر الدوري الأمريكي لكرة القدم نسختهم من السكوديتو (الإيطالية لـ «الدرع الصغير»)، وهو رمز يرتديه على القميص الفريق الذي فاز بالدوري الإيطالي في الموسم السابق (الدوري الإيطالي الأول).
كان الدوري الأمريكي لكرة القدم السكوديتو في الأصل شارة منحنية مثلثة الشكل تتميز بخلفية العلم الأمريكي خلف نسخة طبق الأصل من كأس ألان آي روتنبرغ الدوري الأمريكي لكرة القدم. ارتداها لوس أنجلوس جالاكسي لأول مرة في عام 2006، بعد لقب كأس الدوري الأمريكي لكرة القدم 2005  ارتدى هيوستن دينامو نفس السكودتوس الثلاثي في عامي 2007 و 2008 خلال مسيرته في الكأس المزدوجة. أعيد تصميمه بعد موسم 2008 بعد التغيير إلى كأس الدوري الأمريكي لكرة القدم. وهي الآن شارة سوداء بيضاوية الشكل مع كأس فيليب إف. أنشوتز في المنتصف. يرتدي الفريق الفائز الدوري الدوري الأمريكي لكرة القدم في الموسم التالي للفوز. فقط خلال الموسم التالي (بعد عامين من الفوز بالبطولة)، يضيف الفريق نجمًا - وهو رمز كرة القدم المشترك للألقاب التي فاز بها - فوق شعار الفريق. يمكن للفريق عرض النجمة على عناصر أخرى بجانب القميص الخاص بهم في العام التالي للفوز بالكأس، ولكن فقط إذا لم يتم عرض السكوديتو. كان كولومبوس كرو أول فريق يرتدي السكوديتو المعاد تصميمه. سيرتدي ريال سولت ليك لقب السكوديتو في عام 2010 بعد فوزه بأول كأس له في الدوري الأمريكي عام 2009. بعد مرور عام على ارتداء كولورادو رابيدز السكوديتو أيضًا بعد كأسهم في 2010 لموسم 2011. أخيرًا، ارتدى لوس أنجلوس جالاكسي السكوديتو بعد فوزه بكأس الدوري الأمريكي لكرة القدم في عام 2011، ومن المفارقات أنه سيكون آخر فريق يرتدي السكوديتو المعاد تصميمه. بعد موسم 2012، قررت الدوري الأمريكي لكرة القدم عدم استخدام السكوديتو للموسم القادم وبدلاً من ذلك سيكون لأبطال كأس الدوري الأمريكي لكرة القدم المدافعين عن اللقب نجمة ذهبية فوق نجمة فضية واحدة أو أكثر مما يشير إلى فوز الفريق بكأس الدوري الأمريكي لكرة القدم، متبوعًا بنجمة فضية إضافية مضافة إلى الاصطفاف. نجوم الموسم التالي. كان لوس أنجلوس جالاكسي أول من حصل على النجمة الذهبية فوق النجوم الفضية الثلاثة للفريق لموسم 2013.

### فترة الانتفاضة
بينما حصل جالاكسي على لقبه الثاني في كأس الدوري الأمريكي لكرة القدم وحصل فريق هيوستن دينامو على كؤوس متتالية، استمرت ثورة نيو إنجلاند في تحقيق ثلاث نهائيات متتالية في كأس الدوري الأمريكي، وخسرتها جميعًا. كانت اثنتان من هزائمهم الثلاث في الوقت الإضافي، بينما خسر الآخر بركلات الترجيح. أعطى هذا للنادي لقب بوفالو بيلز (فريق في الدوري الوطني لكرة القدم الأمريكية) من الدوري الأمريكي لكرة القدم. كان هذا في إشارة إلى سوبر بول في أوائل التسعينيات، والتي خسروا فيها أربع مرات متتالية. في نهائي 2005، خسروا أمام لوس أنجلوس جالاكسي، في مباراة العودة عام 2002، في النهائي. أقيم في بيتزا هت بارك (ملعب تويوتا الآن) في فريسكو، تكساس، هزم جالاكسي الثورة بنتيجة 1-0 بفضل هدف في الوقت الإضافي من 105 دقيقة من لاعب خط وسط جالاكسي واللاعب الدولي الغواتيمالي، غييرمو راميريز. حسم هدف راميريز لقب جالاكسي الثاني في كأس الدوري الأمريكي، وترك فريق ريفز يبحث مرة أخرى.
في عام 2006، أقيمت البطولة مرة أخرى في فريسكو في بيتزا هت بارك. هذه المرة انتصرت الثورة على هيوستن دينامو. كلاهما كان يخرج من موسم ناجح، حيث فشلوا في الفوز بدرع المشجعين. وحضر المباراة حشد من 22427 مشجعًا، وهو حتى الآن أكبر جمهور في تاريخ الملعب. سجَّل مهاجم الثورة تيلور تويلمان هدفًا إضافيًا في الدقيقة 113 ليمنح الثورة التقدم 1-0. ومع ذلك، تعادل كابتن دينامو ومهاجمه براين تشينج النتيجة على الفور بعد هدف ريفوليوشن. ذهبت المباراة لركلات الترجيح، والتي فاز فيها دينامو 4-3. ترك هذا الثورة للعام الثاني على التوالي تبحث عن مجد الدوري. كانت أيضًا المرة الأولى في تاريخ الدوري التي يصل فيها فريق إلى نهائي كأس الدوري الأمريكي لكرة القدم وخسر على التوالي.
في نهائي 2007، لعبت ريفوليوشن ودينامو بعضهما البعض مرة أخرى في كأس 2007. لعبت في واشنطن العاصمة على ملعب آر في كاي، وشهدت البطولة حشد من 40.000 شخص. حشد 39859 معلنا جعله أكبر جمهور في كأس الدوري الأمريكي منذ 2002.[بحاجة لمصدر] حققت الثورة موسمًا ناجحًا، حيث فازت بأول لقب لها في كأس الولايات المتحدة المفتوحة. أرادت الثورة أول لقب لها في كأس الدوري الأمريكي لكرة القدم، وأرادت الفوز بأول «ثنائية» في تاريخ النادي. كان هيوستن، الذي أنهى الخجول مرة أخرى أمام دي سي يونايتد بفوزه بدرع الدوري الأمريكي لكرة القدم، مصممًا على إنهاء موسمه الثاني ببعض المعدات، والدفاع عن لقب كأس الدوري الأمريكي لكرة القدم. ذهبت المباراة لصالح الثورة في وقت مبكر، حيث سجل كابتن الثورة، تويلمان، الشباك في الدقيقة 20 ليمنح نيو إنجلاند التقدم 1-0. ومع ذلك، في منتصف الشوط الثاني، رد دينامو. نجح مهاجم دينامو جوزيف نجوينيا في تحقيق التعادل لكل مرة في الدقيقة 61، ومنح دواين دي روزاريو، رجل المباراة في كأس الدوري الأمريكي لكرة القدم، دينامو التقدم 2-1 في الدقيقة 74. أثبت الهدف أيضًا أنه هدف الفوز، حيث حصل دينامو على أول ألقاب متتالية في كأس الدوري الأمريكي لكرة القدم منذ دي سي يونايتد في 1996 و1997.

### الصحوة
في وقت مبكر من موسم الدوري الأمريكي لكرة القدم لعام 2008، أعلن رابطة الدوري أن البطولة ستعود إلى مركز هوم ديبوت (المعروف الآن باسم ستاب هاب سنتر). طوال الموسم العادي، سيطر كولومبوس كرو على الدوري، الذي أنهى الموسم برصيد 57 نقطة، وحصل على لقب درع المشجعين بثلاث مباريات متبقية قبل نهائيات كأس الدوري الأمريكي لكرة القدم 2008. تقليديا، نادرا ما يصل الفائزون بالدرع إلى بطولة الدوري، على الرغم من كونهم المرشحون المفضلون في التصفيات. ومع ذلك، لأول مرة منذ ثماني سنوات، وصل بطل الموسم العادي إلى نهائي كأس الدوري الأمريكي لكرة القدم. حقق نادي Sigi شميد-ليد أول رحلة له إلى البطولة، جنبًا إلى جنب مع خصومهم نيويورك ريد بولز. بالنسبة إلى الطاقم، لكونهم الفائزين بالدرع، فإن وصولهم إلى النهائي كان متوقعًا بعض الشيء. اعتُبر وصول فريق ريد بولز للنهائي مفاجأة كبيرة، وربما حتى صدفة. لم يتأهل فريق ريد بول إلى التصفيات حتى اليوم الأخير من الموسم، حيث كان الفريق الأضعف، من حيث الرقم القياسي للموسم العادي، في التأهل إلى التصفيات. انتهى الأمر بالسيطرة على المباراة من قبل الطاقم حيث هزم كولومبوس نيويورك بسهولة، 3-1. كان فارق النقاط بين الفريقين هو الأكبر في التاريخ، والنتيجة بين الفريقين جعلته متعادلًا بأكبر هامش انتصار في تاريخ كأس الدوري الأمريكي. تم التأكيد بشكل أكبر على وصول نيويورك إلى النهائيات باعتباره حظًا عندما كان للنادي أسوأ سجل في عام 2009.
شهدت البطولة التالية لقاءً بين ناديين داخل المؤتمرات في المباراة النهائية للعام الثاني على التوالي، وهذه المرة في ملعب كويست فيلد في سياتل (لاحقًا حقل سينشري لينك والآن ملعب سينشري لينك فيلد). الموسم العادي للمؤتمر الغربي وبطل ما بعد الموسم، واجه لوس أنجلوس جالاكسي ريال سولت ليك، الذي احتل المركز الخامس في الغرب. على الرغم من أن إدارة ساوندرز إف سي كانت قد خططت في الأصل لوضع حد للمقاعد المتاحة في كويست فيلد إلى 35700، أدى الطلب المتزايد إلى إطلاق 10000 مقعدًا إضافيًا، مما أدى إلى زيادة السعة الإجمالية إلى حوالي 45700. كان الحشد المعلن 46,011. كان حجم الجماهير هو أول حشد جماهيري للبطولة منذ عام 2002 يجذب أكثر من 45000 متفرج. متلفزة على إي إس بي إن، كانت هذه هي المرة الأولى التي يتم فيها بث مباراة بطولة الدوري الأمريكي لكرة القدم عبر شبكة الكابل ؛ تم تنفيذ الثلاثة عشر الأولى على أيه بي سي. في الدقيقة 41، سجل مهاجم جالاكسي مايك ماجي ، فقط لروبي فيندلي لاعب سولت ليك ليحرز هدف التعادل في الدقيقة 61. لم يتم كسر الجمود في اللوائح أو الوقت الإضافي، مما تطلب ركلات الجزاء لتحديد المباراة. بفضل تسديدة من روبي راسل من سولت ليك، فازت سولت ليك بأول لقب كبير لها. من خلال الفوز بالبطولة، دخلوا في دوري أبطال الكونكاكاف 2010-11. هناك، وصلوا إلى النهائي، لكنهم خسروا أمام مونتيري المكسيكي.
في نهاية موسم 2010، تأهلت ستة فرق من المؤتمر الغربي إلى التصفيات، في حين تأهل فريقان فقط من الشرق، مما يجعله أكبر تفاوت بين المؤتمرين في تاريخ الدوري. حصل الفائزون في المؤتمر على تصنيف الدوري في ذلك الوقت، حيث حصل الفائزون في المؤتمر على أفضل المصنفين، وتم تصنيف أضعف فريقين في المؤتمر الغربي، وهما سان خوسيه إيرثكويكس وكولورادو رابيدز، ضد بطل المنطقة الشرقية، نيويورك ريد بولز وصيف كولومبوس كرو، على التوالي. أشار البعض إلى هذا على أنه ميزة غير عادلة لرابيدز وإيرثكويك، حيث وصل كلا الفريقين إلى الدور نصف النهائي. في النهاية، لعب رابيدز إف سي دالاس في كأس الدوري الأمريكي لكرة القدم 2010، وفاز 2-1 في الوقتا لإضافي.

### سيطرة غالاكسي

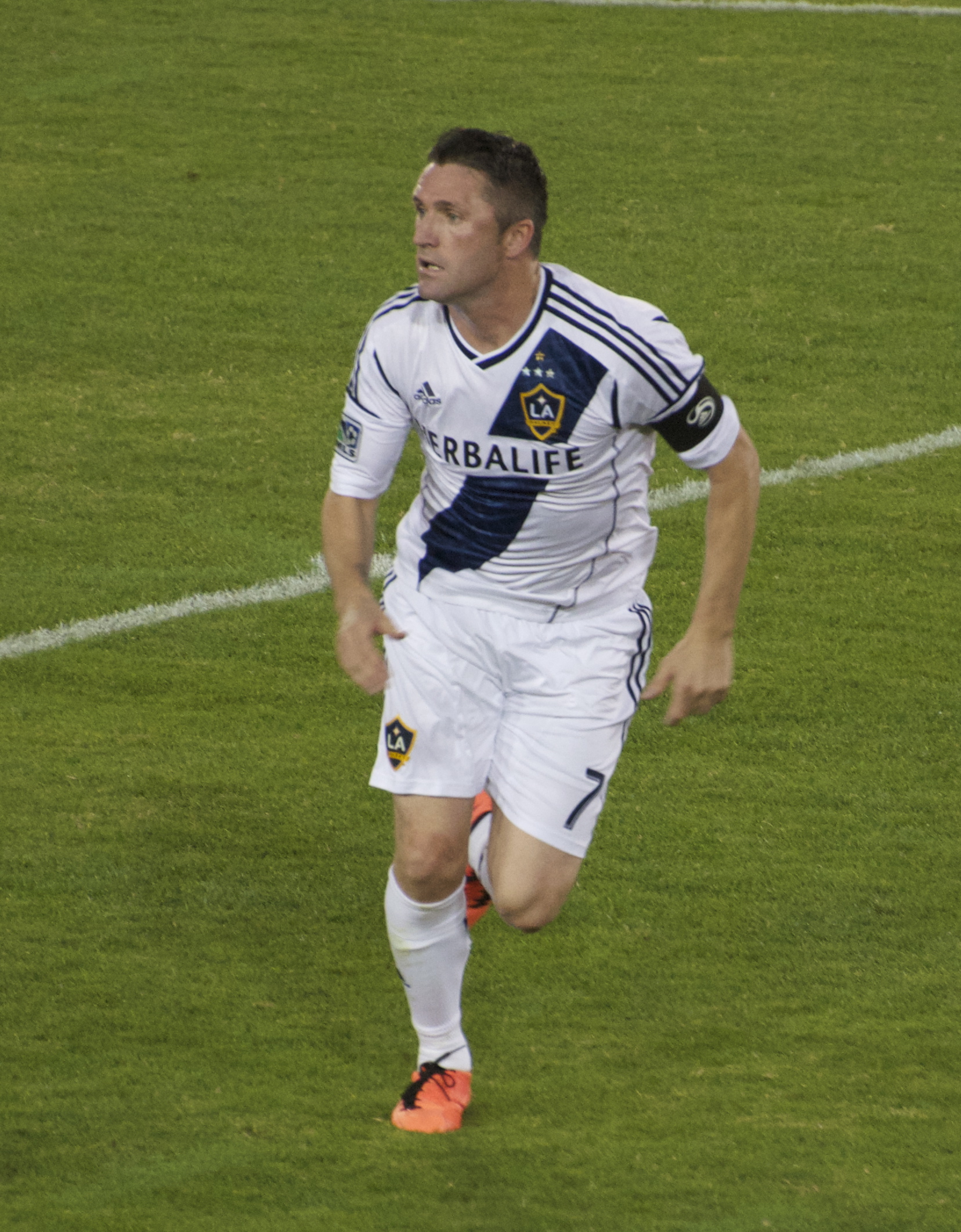
كابتن لوس أنجلوس جالاكسي روبي كين كان أفضل لاعب في كأس الدوري الأمريكي لكرة القدم 2014.

يدعي البعض أن سيطرة جالاكسي بدأت في عام 2009، عندما وصلوا إلى التصفيات لأول مرة منذ عام 2005، وساروا إلى النهائيات، فقط ليخسروا بركلات الترجيح أمام ريال سولت ليك. في عام 2010، ومرة أخرى، في عام 2011، فاز جالاكسي بدرع أنصار متتالي، وأكمل ثنائية الدوري بفوزه بكأس الدرع وكأس الدوري الأمريكي في عام 2011. كانت هذه هي المرة الأولى التي يتم فيها تحقيق ذلك منذ أن حققه فريق كولومبوس كرو في عام 2008. في نهائي كأس الدوري الأمريكي لكرة القدم 2011، هزم غالاكسي هيوستن دينامو 1 – 0 من هدف دونوفان في الدقيقة 72. تم تسجيل الهدف من رد فعل جالاكسي حيث أرسل بيكهام كرة بينية إلى دونوفان الذي سددها في مرمى هول. شهد نهائي 2012 كلاً من جالاكسي ودينامو مرة أخرى، مما يجعله الأول منذ 2007 الذي كان نهائي كأس الدوري الأمريكي لكرة القدم بمثابة إعادة مباراة النهائي السابق. مرة أخرى، فاز جالاكسي المباراة النهائية، وهذه المرة تأتي من وراء لهزيمة دينامو قبل 3 – النتيجة 1. كانت المباراة هي آخر مباراة لبيكهام في الدوري الأمريكي للمحترفين.
خلال موسم 2013، أعاقت ريل سالت لايك فرصة غالاكسي في الحصول على ثلاثة بطولات. سولت ليك هزم غالاكسي، – في مجموع المباراتين، ليتأهل إلى كأس الدوري الأمريكي لكرة القدم النهائي، حيث خسر في نهاية المطاف ضدَّ سبورتنج كانساس سيتي. في الموسم التالي، وصل جالاكسي إلى نهائي كأس الدوري الأمريكي لكرة القدم مرة أخرى، ولعب ثورة نيو إنجلاند، مما جعله يُعيد مباراة كأس الدوري الأمريكي لكرة القدم 2002 وكأس الدوري الأمريكي لكرة القدم 2005. في الوقت الإضافي، دفع هدف روبي كين فريق جالاكسي إلى مباراته الخامسة في الدوري الأمريكي، وهو الفوز في كأس الدوري الأمريكي 2014.

### بروز كاسكاديا، كندا، وأتلانتا

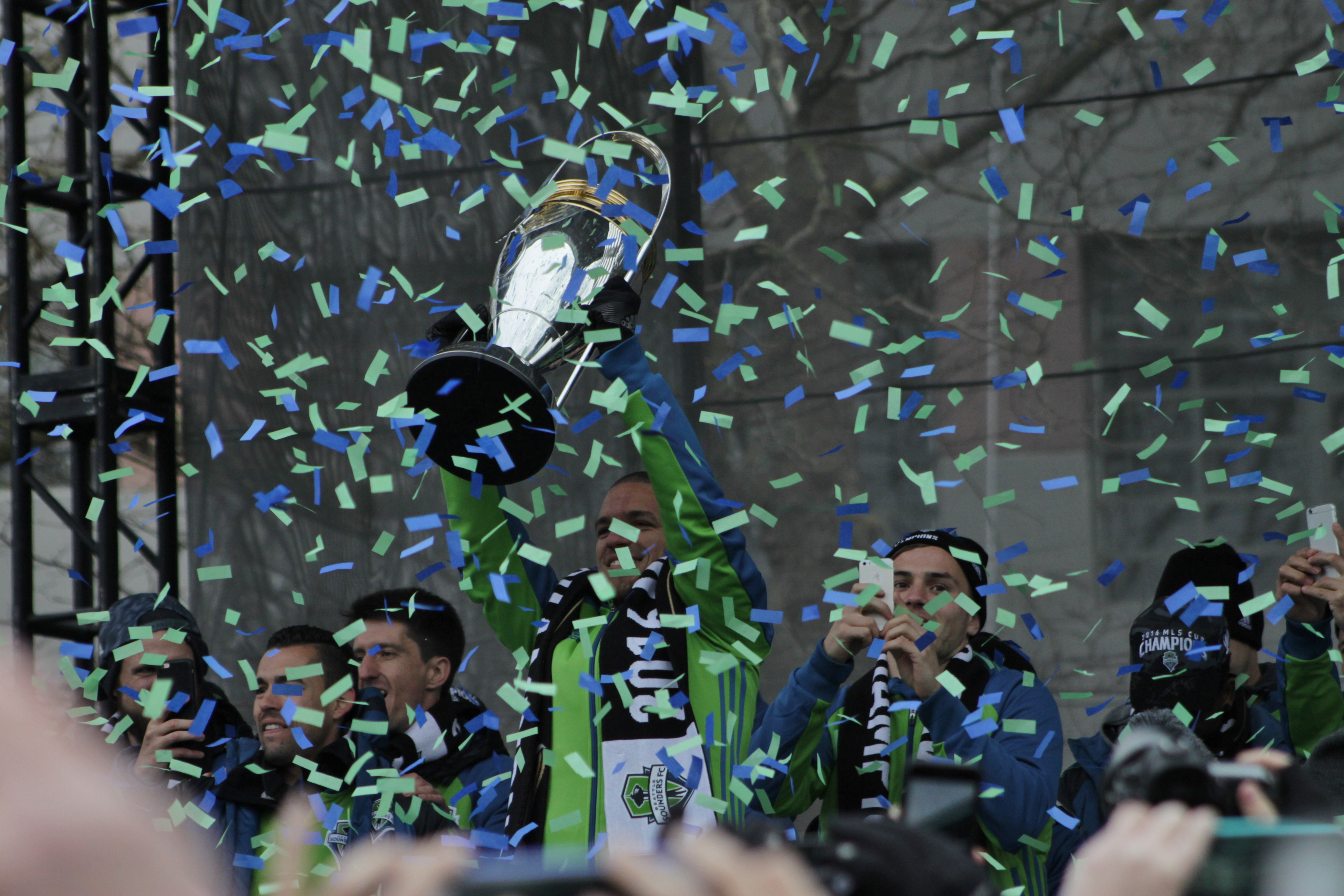
أوسفالدو ألونسو من نادي سياتل ساوندرز يرفع كأس الدوري الأمريكي لكرة القدم في ديسمبر 2016

فاز فريق بورتلاند تيمبرز بكأس الدوري الأمريكي لكرة القدم 2015، بفوزه على كولومبوس كرو 2-1. سجل دييجو فاليري لاعب بورتلاند أسرع هدف في تاريخ كأس الدوري الأمريكي لكرة القدم في 27 ثانية عندما ارتكب حارس مرمى الفريق ستيف كلارك خطأ بعد أن أخطأ في التحكم في التمريرة الخلفية للمدافع بينما تقدم فاليري نحو الكرة ليسدد في المرمى.
واجه نادي سياتل ساوندرز نادي تورونتو في كأس الدوري الأمريكي 2016، والذي أقيم في ملعب بي إم أو فيلد في تورنتو مساء يوم 10 ديسمبر 2016. كانت درجة الحرارة في بداية المباراة 21 °ف (−6 °م) (10 °ف (−12 °م)، عند تعديلها لتتناسب مع برودة الرياح)، مع رياح قوية تهب من بحيرة أونتاريو. تمت ري الملعب قبل المباراة بفترة وجيزة، ووُصف الملعب الناتج بأنه مثلج من قبل اللاعبين. فاز نادي سياتل ساوندرز على تورونتو إف سي 5-4 بركلات الترجيح بعد مباراة بدون أهداف استمرت 90 دقيقة من الوقت الأصلي و 30 دقيقة إضافية. لم يسجل فريق ساوندرز تسديدة واحدة على المرمى، ليصبح بذلك أول فريق الدوري الأمريكي لكرة القدم يفعل ذلك في مباراة أو موسم عادي أو غير ذلك. على الرغم من البداية السيئة للغاية والتغيير الإداري في منتصف الموسم، أصبح فريق ساوندرز ثاني فريق من شمال غرب المحيط الهادئ يفوز بالكأس، بعد بورتلاند في عام 2015.
في كأس الدوري الأمريكي لكرة القدم 2017، واجه فريق تورنتو وسياتل مباراة العودة من الإصدار السابق، أيضًا في ملعب بي إم أو فيلد. فاز فريق تورنتو إف سي بالمباراة 2-0، وأصبح أول فريق كندي يفوز بكأس الدوري الأمريكي لكرة القدم، وأول فريق الدوري الأمريكي لكرة القدم يكمل ثلاثية محلية، بعد فوزه بالبطولة الكندية ودرع المشجعين في وقت سابق من العام.

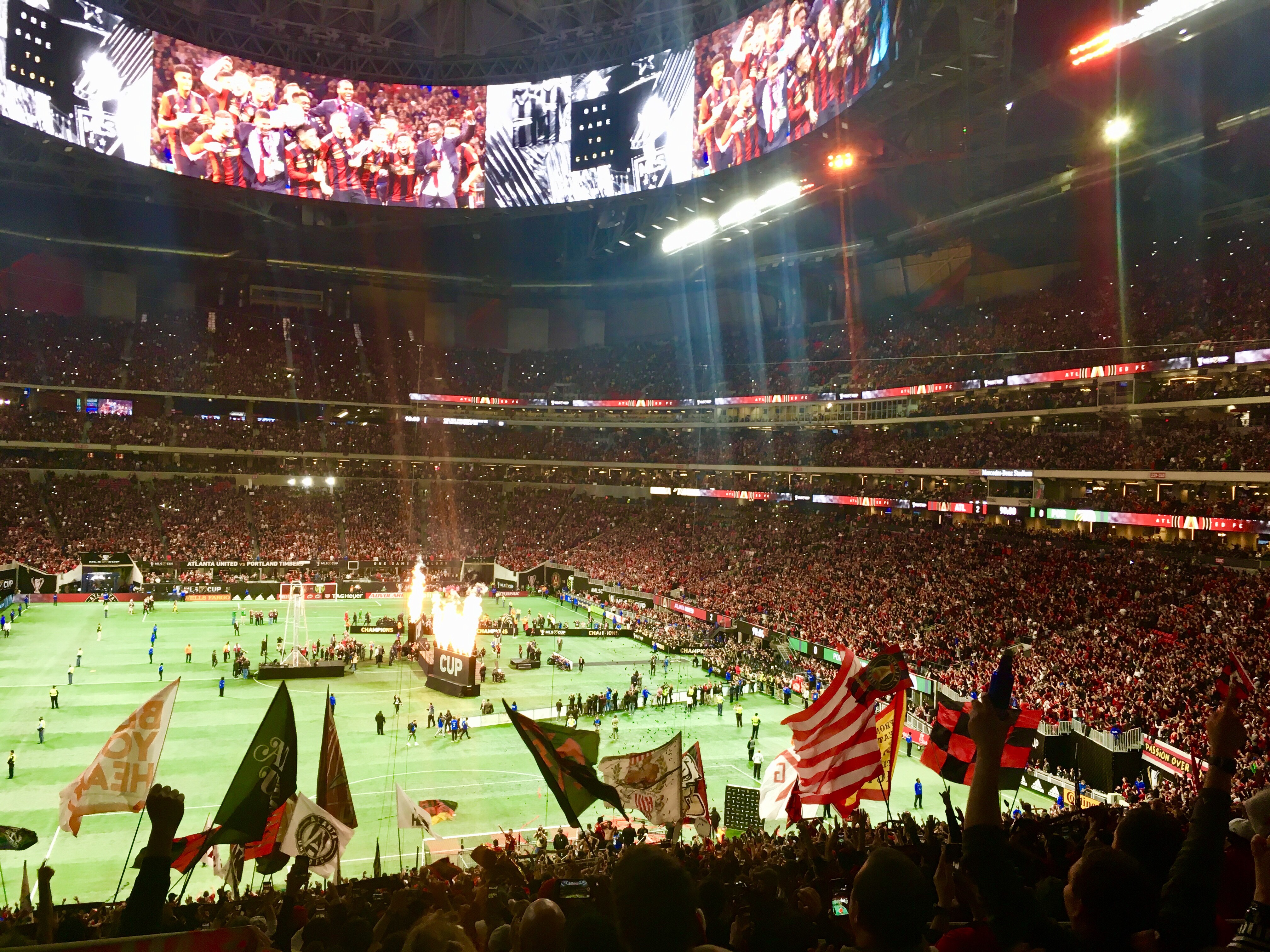
عرض الألعاب النارية خلال حفل كأس أتلانتا يونايتد بعد نهائي كأس الدوري الأمريكي لكرة القدم 2018

أتلانتا يونايتد, في الموسم الثاني كفريق التوسع، فاز في طبعة 2018 من كأس الدوري الأمريكي لكرة القدم بفوزه على بورتلاند تمبرز 2–0. المباراة استضافتها في أتلانتا في ملعب مرسيدس بنز، حضرها 73، 019 متفرج وكسر سجل الحضور كأس الدوري الأمريكي لكرة القدم في عام 2002 من قبل نيو انغلاند. أصبح النادي ثاني أصغر لاعب يفوز بكأس الدوري الأمريكي لكرة القدم، خلفح ريق شيكاغو عام 1998، وأحضر أول بطولة رياضية احترافية لمدينة أتلانتا منذ عام 1995.
في كأس الدوري الأمريكي لكرة القدم 2019، تغلب كل من تورنتو إف سي وسياتل ساوندرز على المركز الضعيف في مؤتمراتهما الخاصة لخوض نهائي ثالث في أربع سنوات، وهذه المرة يلعبان على أرض ملعب سياتل. فاز نادي سياتل ساوندرز لكرة القدم بكأس الدوري الأمريكي لكرة القدم للمرة الثانية، حيث خاض المباراة النهائية 3-1 في ملعب سنتري لينك أمام رقم قياسي بحضور ساوندرز بلغ 69274.
شهدت نسخة 2020، التي تمثل نهاية موسم تأثر بشكل كبير بجائحة كوفيد-19، عودة ساوندرز إلى نهائي كأس الدوري الأمريكي لكرة القدم، هذه المرة في مواجهة كولومبوس كرو في ملعب مابفري في كولومبوس، أوهايو. فاز ذا كراو بنتيجة 3-0 أمام حشد مقيد بـ 1500 شخص.

## البث

### الولايات المتحدة الأمريكية
تم بث نهائي كأس الدوري الأمريكي لكرة القدم على شبكات أيه بي سي باللغة الإنجليزية من 1996 إلى 2008، وإي إس بي إن من 2009 إلى 2014. تبادلت إي إس بي إن وشبكة فوكس التلفزيونية كمذيعين نهائي كأس الدوري الأمريكي لكرة القدم منذ عام 2015، مع بث إي إس بي إن كأس الدوري الأمريكي لكرة القدم 2019 على أيه بي سي، أول مباراة لهما في الدوري الأمريكي لكرة القدم منذ عام 2008. تم بث نهائي كأس الدوري الأمريكي لكرة القدم أيضًا على شبكات تيلي فيوتشيرا الإسبانية في عامي 2007 و2008، جالا فيجن من 2009 إلى 2011، تيلي فورتشيرا / يونماص من 2012 إلى 2018، ويونيفيجن في 2019. كان لدى أيه بي سي سابقًا مذيعون إسبان في إطار برنامج صوتي ثانوي.
منذ عام 2015، يتم بث جميع مباريات كأس الدوري الأمريكي لكرة القدم على التلفاز على شبكات آي إس بي إن أو فوكس سبورتس أو يونيفزيون. ستبث يوني ماص مباراتين حصريتين من المباريات الفاصلة، بينما ستقوم آي إس بي إن والشبكات التابعة لها بتقسيم باقي المسابقات - بما في ذلك كأس الدوري الأمريكي لكرة القدم - مع فوكس سبورتس. كما تبث يونيفزيون ويوني ماص وتيودن تصفيات كأس الدوري الأمريكي لكرة القدم باللغة الإسبانية.

### كندا
بدأت تغطية كأس الدوري الأمريكي لكرة القدم في كندا في عام 2007، مع إضافة نادي تورونتو لكرة القدم إلى الدوري الأمريكي لكرة القدم. ارتدت كأس الدوري الأمريكي لكرة القدم حول شبكات مختلفة في المواسم الثلاثة الأولى من وجود الدوري في كندا ؛ ما كان في ذلك الحين بثت الشبكة الجريئة نهائي كأس 2007، حيث بثت قناة سي بي سي نهائي العام المقبل وبثت قناة غول تي في كندا النهائي في العام التالي. منذ عام 2010، قامت تي إس إن ببث نهائي كأس الدوري الأمريكي لكرة القدم على شبكاتها. وهذا يشمل فوز فريق تورونتو إف سي في عام 2017.
بالفرنسية، تمتلك تي في آي سبورتس حقوقًا حصرية لـ الدوري الأمريكي لكرة القدم، وبالتالي كأس الدوري الأمريكي لكرة القدم.

## الصيغة
على مدار تاريخ تصفيات كأس الدوري الأمريكي لكرة القدم، تم استخدام العديد من التنسيقات. من 1996 إلى 1999 ومن 2003 إلى 2006، تأهلت الفرق الأربعة الأولى في كل مؤتمر إلى التصفيات. في عامي 2000 و2001، قام الفائزون بالدرجة الثلاثة بالإضافة إلى الفرق الخمسة التالية التي حصلت على أفضل الأرقام القياسية بالتصفيات. في عام 2002، تأهلت أفضل 8 فرق إلى التصفيات بغض النظر عن المؤتمر. في عام 2007، تأهلت أفضل فريقين في كل مؤتمر بالإضافة إلى الفرق الأربعة التالية التي حصلت على أكبر عدد من النقاط.
في نهاية موسم 2008، قامت الفرق الثلاثة الأولى في كل مؤتمر بإجراء التصفيات. بالإضافة إلى الأندية التي حصلت على أعلى نقطتين تاليتين، بغض النظر عن المؤتمر، تمت إضافتها إلى التصفيات. في الجولة الأولى من بطولة خروج المغلوب هذه، حددت الأهداف الإجمالية خلال مباراتين الفائزين: كانت بطولات المؤتمرات مباراة واحدة لكل منها، حيث يتقدم الفائز في كل مؤتمر إلى كأس الدوري الأمريكي لكرة القدم. في جميع الجولات، كانت طريقة كسر التعادل عبارة عن فترتين إضافيتين مدة كل منهما 15 دقيقة، متبوعة بضربات الجزاء إذا لزم الأمر. لم يتم استخدام قاعدة الأهداف خارج الأرض.
في نهاية موسم 2009 و2010، قام الفريقان الأولان من كل مؤتمر بالتصفيات؛ بالإضافة إلى الأندية التي تضم أعلى 4 نقاط مجاميع، بغض النظر عن المؤتمر، تمت إضافتها إلى التصفيات. في الجولة الأولى من هذه البطولة خروج المغلوب، مجموع (مجموع) الأهداف على مباراتين تحديد الفائزين ؛ كانت بطولة المؤتمر مباراة واحدة لكل منهما، مع الفائز في كل مؤتمر التقدم إلى كأس الدوري الأمريكي لكرة القدم. في جميع الجولات، كانت طريقة كسر التعادل فترتين إضافيتين لمدة 15 دقيقة، تليها ركلات جزاء إذا لزم الأمر. قاعدة الأهداف خارج الديار لم تُستخدم.
في نهاية موسم 2011، حصلت الأندية الثلاثة الأولى في كل مؤتمرين في الدوري على المراكز الستة التلقائية في الدور نصف النهائي للمؤتمر. الوافدون من فئة وايلد كارد المصنفين من السابع إلى العاشر، دخلوا بناءً على مركزهم العام في الترتيب العام للدوري. تم تجميع الشكل الجديد بحيث يلعب المصنف الأقل تأهلًا للخروج من جولات البطاقة البرية ضد الفائز بدرع المؤيدين. ستلعب أعلى بطاقة برية متبقية بطل المؤتمر الذي لم يفز بالدرع. كانت مباريات اللعب ونهائيات المؤتمر عبارة عن مباريات فردية، مع استضافة النادي المصنف الأعلى. كان الدور نصف النهائي للمؤتمر عبارة عن سلسلة من المباراتين. أقيمت كأس الدوري الأمريكي لكرة القدم في مكان محدد سلفًا.
من موسم 2012 حتى 2014، تم تعديل هيكل التصفيات بشكل أكبر مع التخلص من فتحات البطاقات البرية. تم منح أرصفة المباريات العشرة للفرق الخمسة الأولى في كل مؤتمر. استضافت المصنفة رقم 4 في كل مؤتمر المصنفة رقم 5 في مباراة واحدة للحصول على مكان في نصف نهائي المؤتمر ضد المصنفة الأولى في مؤتمرها. بقيت مباريات نصف نهائي المؤتمر على مباراتين بينما تغيرت نهائيات المؤتمر من مباراة واحدة إلى سلسلة إجمالية من مباراتين. أخيرًا، أقيم نهائي كأس الدوري الأمريكي لكرة القدم على أرض الملعب الذي وصل إلى النهائي مع أعلى مجموع نقاط خلال الموسم العادي. تم استخدام قاعدة الأهداف خارج الأرض لكنها لم تطبق بعد الوقت الإضافي.
من موسم 2015 حتى 2018، تأهلت الفرق الستة الأولى في كل مؤتمر إلى التصفيات (إجمالي 12 فريقًا). تضمنت الجولة الأولى استضافت المصنفة رقم 3 في كل مؤتمر المصنفة السادسة، والمرتبة الرابعة التي استضافت المصنفة الخامسة. في الدور نصف النهائي للمؤتمر، لعبت المصنفة الأولى أدنى تصنيف متبقي، ولعبت المصنفة الثانية المصنفة الأدنى التالية.
في موسمي 2019 و 2021، تأهلت الفرق السبعة الأولى في كل مؤتمر إلى التصفيات (إجمالي 14 فريقًا)، وكانت جميع الجولات عبارة عن إقصاء فردي. حصل الفريق الأول في كل مؤتمر على وداعًا لنصف نهائي المؤتمر. تم إصلاح أقواس التصفيات، حيث ألغى الدوري إعادة التصنيف.
في موسم 2020، بسبب وباء كوفيد-19، تأهلت الفرق العشرة الأولى من الفرق الشرقية وثمانية فرق من المؤتمر الغربي إلى التصفيات (18 فريقًا إجماليًا)، مع بقاء الإقصاء الفردي سليمًا. حصلت الفرق الشرقية الستة الأولى على الوداع في الدور الأول. تنافست الفرق المصنفة من السابع حتى العاشر في مباريات اللعب. لعب الفائز الثامن ضد التاسع فريق المصنف الأول، والفائز السابع مقابل العاشر لعب المركز الثاني في المؤتمر في الجولة الأولى. المؤتمر الغربي لم يكن لديه وداع، وتنافست الفرق الثمانية الأولى في الجولة الأولى.

## الأبطال
الفائز في الدوري الامريكي لكرة القدم "كأس الدوري الأمريكي لكرة القدم، في المباراة النهائية ل كأس الدوري الأمريكي لكرة القدم مباراة فاصلة، ويحدد بطل الدوري لهذا الموسم. يتم تنظيم البطولة الفاصلة من قبل الدوري في ختام الموسم العادي بتنسيق مشابه لبطولات الدوريات الرياضية المحترفة الأخرى في أمريكا الشمالية. البطولة مفتوحة أمام أفضل سبعة أندية في المؤتمرين الشرقي والغربي.
تم لعب أول نهائي كأس الدوري الأمريكي لكرة القدم في 20 أكتوبر 1996. حتى الآن، سجل لوس أنجلوس جالاكسي الرقم القياسي لأكبر عدد من البطولات مع خمسة ألقاب للكؤوس. الرقم القياسي لأكبر عدد من البطولات التي خسرتها ثورة نيو إنجلاند، الذي خسر المباراة خمس مرات خلال تاريخها. وقد فاز نفس الفريق بالبطولة في عامين متتاليين أو أكثر في ثلاث مناسبات.

## السجلات والإحصائيات

### ألقاب كأس الدوري الأمريكي
اعتبارًا من موسم 2020، تنافس ما مجموعه 29 فريقًا في الدوري الأمريكي. ظهر ستة عشر من هذه الفرق في نهائي الكأس، وفاز ثلاثة عشر من هذه الفرق بكأس الدوري الأمريكي. في الجدول أدناه، يتم ترتيب الفرق أولاً بعدد مرات الظهور في نهائي كأس الدوري الأمريكي، ثم بعدد الانتصارات، وأخيراً حسب الترتيب الأبجدي. في عمود «سنوات الظهور»، تشير سنوات الظهور إلى الفوز بكأس الدوري الأمريكي.
| النادي               | عدد النهائيات | عدد الانتصارات | عدد الهزائم | سنوات الظهور (في نهائيات كأس الدوري الأمريكي)        |
| -------------------- | ------------- | -------------- | ----------- | ---------------------------------------------------- |
| لوس انجليس جالاكسي   | 9             | 5              | 4           | 1996، 1999، 2001، 2002، 2005، 2009، 2011، 2012، 2014 |
| دي سي يونايتد        | 5             | 4              | 1           | 1996، 1997، 1998، 1999، 2004                         |
| نيو إنغلاند ريفولوشن | 5             | 0              | 5           | 2002، 2005، 2006، 2007، 2014                         |
| هيوستن دينامو        | 4             | 2              | 2           | 2006، 2007، 2011، 2012                               |
| سياتل ساوندرز إف سي  | 4             | 2              | 2           | كأس الدوري الأمريمي 2016، 2017، 2019، 2020           |
| كولومبوس كرو         | 3             | 2              | 1           | 2008، 2015، 2020                                     |
| سبورتنج كانساس سيتي  | 3             | 2              | 1           | 2000، 2004، 2013                                     |
| شيكاغو فاير          | 3             | 1              | 2           | 1998، 2000، 2003                                     |
| تورنتو إف سي         | 3             | 1              | 2           | 2016، 2017، 2019                                     |
| سان خوسيه ايرثكويكس  | 2             | 2              | 0           | 2001، 2003                                           |
| كولورادو رابيدز      | 2             | 1              | 1           | 1997، 2010                                           |
| بورتلاند تمبرز       | 2             | 1              | 1           | 2015، 2018                                           |
| ريال سولت ليك        | 2             | 1              | 1           | 2009، 2013                                           |
| أتلانتا يونايتد      | 1             | 1              | 0           | 2018                                                 |
| نيويورك ريد بولز     | 1             | 0              | 1           | 2008                                                 |
| إف سي دالاس          | 1             | 0              | 1           | 2010                                                 |

### السجّل
سجّل المتأهلون لنهائيات كأس الدوري الأمريكي في مسابقة الكونكاكاف
بالنسبة لمعظم تاريخ الدوري، حصل أبطال كأس الدوري الأمريكي والوصيفون على مراكز في دوري أبطال الكونكاكاف، على الرغم من أن الفرق الأمريكية فقط هي المؤهلة لملء هذه المراكز. يجب أن تتأهل الفرق الكندية، حتى المشاركين في كأس الدوري الأمريكي، من خلال الفوز بالبطولة الكندية المنفصلة. اعتبارًا من 2020، الفائز الكندي الوحيد كان بطل كأس الدوري الأمريكي 2017 تورنتو إف سي، الذي فاز أيضًا بالبطولة الكندية في ذلك العام.
مفتاح
| ابطال | الوصيف | مباراة نصف النهائي أو مباراة المواساة |

- 1 QR = تصفيات الدور الأول
- PR = الجولة التمهيدية
- GS = مرحلة المجموعة
- R16 = دور ال 16
- ربع النهائي = ربع النهائي
- SF = نصف النهائي
- CON = مباراة تحديد المركز الثالث
- F = النهائي

| السنة   | أبطال كأس الدوري الأمريكي | النتيجة                  | وصيف كأس الدوري الأمريكي | النتيجة            |              |
| ------- | ------------------------- | ------------------------ | ------------------------ | ------------------ | ------------ |
| 1997    | دي سي يونايتد             | تصفيات الدور الأول       | لوس انجليس جالاكسي       | F                  |              |
| 1998    | دي سي يونايتد             | F                        | كولورادو رابيدز          | 1 ر                |              |
| 1999    | شيكاغو فاير               | تصفيات الدور الأول       | دي سي يونايتد            | تصفيات الدور الأول |              |
| 2000    | دي سي يونايتد             | تصفيات الدور الأول       | لوس انجليس جالاكسي       | F                  |              |
| 2002    | كانساس سيتي ويزاردز [1]   | سادس                     | غير مؤهل                 | غير مؤهل           |              |
| 2002    | سان خوسيه ايرثكويكس       | ربع النهائي              | شيكاجو فاير              | ربع النهائي        |              |
| 2003    | دي سي يونايتد             | سادس                     | كانساس سيتي ويزاردز      | ربع النهائي        |              |
| 2006    | لوس أنجليس جالاكسي        | ربع النهائي              | نيو إنغلاند ريفولوشن     | ربع النهائي        |              |
| 2007    | هيوستن دينامو             | سادس                     | غير مؤهل [2]             | غير مؤهل [2]       |              |
| 2008    | هيوستن دينامو             | سادس                     | غير مؤهل [2]             | غير مؤهل [2]       |              |
| 2008-09 | هيوستن دينامو             | ربع النهائي              | نيو إنغلاند ريفولوشن     | الجولة التمهيديّة   |              |
| 2009-10 | كولومبوس كرو              | ربع النهائي              | نيويورك ريد بولز         | الجولة التمهيديّة   |              |
| 2010-11 | ريال سولت ليك             | F                        | لوس انجليس جالاكسي       | الجولة التمهيديّة   |              |
| 2011-12 | كولورادو رابيدز           | مرحلة المجموعات          | إف سي دالاس              | مرحلة المجموعات    |              |
| 2012-13 | لوس انجليس جالاكسي        | سادس                     | هيوستن دينامو            | ربع النهائي        |              |
| 2013-14 | لوس انجليس جالاكسي        | ربع النهائي              | هيوستن دينامو            | مرحلة المجموعات    |              |
| 2014-15 | سبورتنج كانساس سيتي       | مرحلة المجموعات          | ريال سولت ليك            | مرحلة المجموعات    |              |
| 2015–16 | لوس انجليس جالاكسي        | مرحلة المجموعات النهائيّة | غير مؤهل [3]             | غير مؤهل [3]       | غير مؤهل [3] |
| 2016–17 | بورتلاند تمبرز            | مرحلة المجموعات          | غير مؤهل [3]             | غير مؤهل [3]       | غير مؤهل [3] |
| 2018    | تورنتو إف سي [4]          | F                        | سياتل ساوندرز إف سي [5]  | ربع النهائي        |              |
| 2019    | اتلانتا يونايتد           | ربع النهائي              | غير مؤهل [6]             | غير مؤهل [6]       |              |
| 2020    | سياتل ساوندرز إف سي       | R16                      | غير مؤهل [7]             | غير مؤهل [7]       |              |
| 2021    | كولومبوس كرو إس سي        | ربع النهائي              | غير مؤهل [2]             | غير مؤهل [2]       |              |

ملحوظات
1. ^ 1: The 2001 CONCACAF Champions Cup was canceled، so both كأس الدوري الأمريكي 2000 winner، سبورتينغ كانساس سيتي and the كأس الدوري الأمريكي 2001 winner، سان خوسيه إيرثكويكس qualified for the 2002 CONCACAF Champions Cup.
2. ^ 2: The other berth went to the Supporters Shield winner.
3. ^ 3: The runners-up berth was reallocated to the winner of the conference opposite that of the Supporters Shield winner.
4. ^ 4: نادي تورونتو qualified by winning the 2016 and 2017 editions of the Canadian Championship.
5. ^ 5: Seattle Sounders FC qualified as the winners of كأس الدوري الأمريكي 2016.
6. ^ 6: Due to the restructuring of the 2019 CONCACAF Champions League، the United States berths were allocated to the 2017 and 2018 كأس الدوري الأمريكي winners and the 2017 and 2018 كأس بطولة الولايات المتحدة المفتوحة winners. As Toronto FC won كأس الدوري الأمريكي 2017، the vacated berth was reallocated to the نيويورك ريد بولز as the U.S.-based non-champion with the best aggregate record for the 2017 and 2018 الدوري الأمريكي regular seasons.
7. ^ 7: Canadian teams can only qualify through the Canadian Championship and Toronto FC lost to the إمباكت مونتريال in the 2019 Canadian Championship Final، so therefore they could not participate in the دوري أبطال الكونكاكاف 2020.

## الجوائز
بلغت ذروتها في البطولة، وقدم الفريق الفائز مع الكأس، والمعروفة باسم فيليب إف، التي سميت على اسم المساهمات والاستثمار لكرة القدم والدوري الأمريكي الأمريكية من قبل فيليب أنشوتز. عادة، يتم تقديم الجائزة على منصة في وسط الميدان، حيث يمنح مفوض الدوري الفريق بالكأس. قبل تقديم الجائزة الفعليّة، يتمُّ منح المتأهلين للتصفيات النهائية ميداليات فضية مطبوع عليها شعار الدوري. ثم يتم تسليم الأبطال بميداليات ذهبية، قبل تسليم الكأس لقائد الفريق الفائز.
في تاريخ الكأس، حصل أبطال كأس الدوري الأمريكي على ثلاثة ألقاب مختلفة. في أول ثلاث نهائيات لكأس الدوري الأمريكي، حصل الفريق الفائز على كأس ألان روثنبرغ، الذي سمي لمساهمات روثنبرغ في كرة القدم الأمريكية. كانت جائزة روثنبرغ تروفي عبارة عن تذكار ذهبي غامق له مقبضان حول كرة قدم، مع شعار الدوري مطبوع على اللوحة. في عام 1999، أعيد تصميم كأس روثنبرغ مع كرة قدم موضوعة على منارة. في عام 2008، أعيد تصميم الكأس مرة أخرى إلى حالتها الحالية وأعيد تسميتها باسم كأس فيليب إف أنشوتز.

## الأماكن
في تاريخ كأس الدوري الأمريكي، تم لعب سبع مباريات في منطقة لوس أنجلوس الكبرى (مرة واحدة في ملعب روز بول في باسادينا، كاليفورنيا وست مرات في حديقة ستاب هاب سنتر (مركز ستاب هاب ومركز ديبو سابقًا) في كارسون، كاليفورنيا. أربعة أسواق مرتبطة باستضافتها نهائي كأس الدوري الأمريكي في المرتبة الثانية من حيث عدد المرات، مع ثلاث مباريات لكل منها: منطقة مترو بوسطن الكبرى (مرتين في ملعب فوكسبورو ومرة واحدة في ملعب جيليت، وكلاهما في فوكسبورو، ماساتشوستس)، واشنطن، دي سي (جميعهم لعبوا في ملعب آر إف كي) وتورنتو (أقيمت جميعها في ملعب بي إم أو فيلد) وكولومبوس (أقيمت جميعها في ملعب هيستوريك كرو).
خلال موسم 2011، تم لعب كل كأس الدوري الأمريكي في موقع محدد مسبقًا (أي، تم الإعلان عنه قبل أن يعرف المشاركون في البلاي أوف). في اليوم السابق لكأس 2011، أعلن الدوري الأمريكي أنه بدءًا من عام 2012، سيستضيف المشارك صاحب أعلى مجموع نقاط خلال الموسم العادي، بداية من عام 2012.
قبل كأس 2012 والتغيير لمنح المباراة النهائية للمشارك بإجمالي نقاط أعلى، لعبت ثلاثة فرق فقط المباراة على أرضهم. في نهائي كأس الدوري الأمريكي 1997، فاز دي سي يونايتد بالمباراة على ملعبه على كولورادو رابيدز، ملعب آر إف كي. تم تطبيق نفس الحدث في نهائي كأس الدوري الأمريكي 2002، حيث هزم فريق لوس أنجلوس غالاكسي ثورة نيو إنجلد ريفولوشن 1-0، في ملعب ملعب جيليت الخاص بالثورة. نتيجة لذلك، جذبت نهائيات كأس الدوري الأمريكي للمحترفين 1997 و 2002 أكبر عدد من الجماهير في تاريخ كأس الدوري الأمريكي قبل تغيير 2012 إلى استضافة المصنفة الأعلى. في عام 2011، فاز لوس أنجلوس جالاكسي بمباراة كأس الدوري الأمريكي 2011 في ملعبه (هوم ديبوت سنتر)، 1-0، على هيوستن دينامو. أصبح جالاكسي الفريق الثاني (والأول منذ دي سي يونايتد في عام 1997) الذي يفوز بالكأس على أرضه.
بعد أن تبنت الدوري الأمريكي معاييرها الحالية لمنح مباراة كأس الدوري الأمريكي، فاز المضيفون بأول ثلاث نهائيات للكأس. شهد كأس الدوري الأمريكي 2012 إعادة مباراة كأس 2011 في نفس الموقع، حيث نجح جالاكسي في الدفاع عن اللقب بفوزه 3-1. في عام 2013، أصبح سبورتينغ كانساس سيتي هو الفريق الثالث الذي يفوز بالكأس في ملعبه على أرضه (سبورتنج بارك) عندما تغلب على ريال سولت ليك بركلات الترجيح، والتي كانت أطول ركلات ترجيح في تاريخ كأس الدوري الأمريكي. ثم، في 2014، هزم غالاكسي نيو انجلاند ريفولوشن 2-1 في إعادة تسمية هوم ديبت سنتر في المباراة التي كانت أيضا بارزة مثل مباراة تنافسية النهائية ل منتخب الولايات المتحدة على الإطلاق الرائدة هداف لاندون دونوفان. تم كسر هذا النمط في عام 2015، ومع ذلك، عندما هزم فريق بورتلاند تيمبرز كولومبوس كرو في ملعب المستضيف.
خلال موسم 2011، أعلنت الدوري الأمريكي عادةً عن موقع البطولة إما قبل بدء الموسم الخاص بها، أو حتى بعد أسابيع قليلة من الحملة. بالنسبة لبطولة 2011، اختارت الرابطة هوم ديبوت سنتر في كارسون، كاليفورنيا، مما يجعلها المرة الرابعة التي تستضيف فيها بطولة الدوري في المكان.
حتى الآن، كانت أبرد مباراة نهائية لكأس الدوري الأمريكي هي مباراة بطولة 2013 التي أقيمت في مدينة كانساس سيتي بولاية كانساس في سبورتنج بارك في سبورتنج كانساس سيتي حيث كانت درجة الحرارة 20 °ف (−7 °م). كانت المباراة النهائية الأكثر سخونة في كأس الدوري الأمريكي هي مباراة بطولة 2005 التي أقيمت في فريسكو، تكساس في بيتزا هت بارك في إف سي دالاس حيث كانت درجة الحرارة 75 درجة فهرنهايت (23 درجة مئوية).
كانت نسخة 2010 من كأس الدوري الأمريكي هي أول نهائي في تاريخ الدوري يتم لعبه خارج الولايات المتحدة. أقيمت المباراة في كندا على ملعب بي إم أو فيلد بتورنتو، وهو الملعب الرئيسي لنادي الدوري الأمريكي تورنتو إف سي.

### الملاعب

استضافَ ملعب بيتزا هت بارك، الذي أصبحَ الآن ملعب تويوتا، كأس الدوري الأمريكي لعامي 2005 و2006.

| اسم الملعب            | الموقع               | عدد النهائيات المستضَافة | سنوات الاستضافة                    |
| --------------------- | -------------------- | ----------------------- | ---------------------------------- |
| ستاب هاب سنتر         | كارسون، كاليفورنيا   | 6                       | 2003، 2004، 2008، 2011، 2012، 2014 |
| ملعب آر إف كي         | واشنطن العاصمة       | 3                       | 1997، 2000، 2007                   |
| ملعب بي إم أو فيلد    | تورنتو، أونتاريو     | 3                       | 2010، 2016، 2017                   |
| ملعب الطاقم التاريخي  | كولومبوس، أوهايو     | 3                       | 2001، 2015، 2020                   |
| ملعب سينشري لينك فيلد | سياتل، واشنطن        | 2                       | 2009، 2019                         |
| ملعب تويوتا           | فريسكو، تكساس        | 2                       | 2005، 2006                         |
| ملعب فوكسبورو         | فوكسبورو، ماساتشوستس | 2                       | 1996، 1999                         |
| حديقة الرحمة للأطفال  | كانساس سيتي، كانساس  | 1                       | 2013                               |
| ملعب جيليت            | فوكسبورو، ماساتشوستس | 1                       | 2002                               |
| ملعب مرسيدس بنز       | أتلانتا، جورجيا      | 1                       | 2018                               |
| حديقة بروفيدانس       | بورتلاند، أوريغون    | 1                       | 2021                               |
| ملعب روز بول          | باسادينا، كاليفورنيا | 1                       | 1998                               |

## جائزة رجل المباراة
بعد كل بطولة، يتم منح لاعب في النادي الفائز لقب أفضل لاعب (MVP). عادة، ولكن ليس بالضرورة، يكون الفائز بالجائزة هو اللاعب الذي يسجل هدف الفوز باللعبة، أو يصنع هدف الفوز باللعبة. هذا هو حال الفائزين في أعوام 2007 و2008 و2010 و2017 و2019 و2020، الذين سجلوا جميعًا أهدافًا فائزة بالمباراة، أو ساعدوا في تحقيق أهداف متعددة للجانب الفائز.
حدثت استثناءات في أعوام 2000 و2009 و2016، حيث منحت جائزة أفضل لاعب إلى حراس المرمى توني ميولا ونيك ريماندو وستيفان فري على التوالي. حصل كل من ميولا وفري، مع كانساس سيتي ويزاردز وسياتل ساوندرز إف سي، على تصفيات لفريقهما في الكأس، في حين أنقذ ريماندو مرتين في ركلات الترجيح ليمنح ريال سولت ليك اللقب على لوس أنجلوس جالاكسي.

### قائمة الحاصلين على جائزة رجل المباراة
| السنة | الفائز                 | مركز اللعب | النادي               |
| ----- | ---------------------- | ---------- | -------------------- |
| 1996  | ماركو إيتشيفيري        | وسط ميدان  | دي.سي. يونايتد       |
| 1997  | خايمي مورينو           | مهاجم      | دي.سي. يونايتد       |
| 1998  | بيوتر نواك             | وسط ميدان  | شيكاغو فاير          |
| 1999  | بن أولسن               | وسط ميدان  | دي.سي. يونايتد       |
| 2000  | توني ميولا             | حارس مرمى  | سبورتينغ كانساس سيتي |
| 2001  | دواين دي روزاريو       | مهاجم      | سان خوسيه إيرثكويكس  |
| 2002  | كارلوس رويز            | مهاجم      | لوس أنجلوس غلاكسي    |
| 2003  | لاندون دونوفان         | مهاجم      | سان خوسيه إيرثكويكس  |
| 2004  | أليكو اسكندريان        | مهاجم      | دي.سي. يونايتد       |
| 2005  | غييرمو راميريز         | وسط ميدان  | لوس أنجلوس غلاكسي    |
| 2006  | بريان تشينغ            | مهاجم      | هيوستن دينامو        |
| 2007  | دواين دي روزاريو       | وسط ميدان  | هيوستن دينامو        |
| 2008  | جويرمو باروس سكيلوتو   | وسط ميدان  | كولومبوس كرو         |
| 2009  | نيك ريماندو            | حارس مرمى  | ريال سولت ليك        |
| 2010  | كونور كيسي             | مهاجم      | كولورادو رابيدز      |
| 2011  | لاندون دونوفان         | مهاجم      | لوس أنجلوس غلاكسي    |
| 2012  | عمر غونزاليس           | مدافع      | لوس أنجلوس غلاكسي    |
| 2013  | أوريليان كولين         | مدافع      | سبورتينغ كانساس سيتي |
| 2014  | روبي كين               | مهاجم      | لوس أنجلوس غلاكسي    |
| 2015  | دييجو فاليري           | وسط ميدان  | بورتلاند تمبرز       |
| 2016  | ستيفان فري             | حارس مرمى  | سياتل ساوندرز        |
| 2017  | جوزي ألتيدور           | مهاجم      | نادي تورونتو         |
| 2018  | جوزيف مارتينيز         | مهاجم      | أتلانتا يونايتد      |
| 2019  | فيكتور رودريغيز روميرو | وسط ميدان  | سياتل ساوندرز        |
| 2020  | لوكاس زيلارايان        | وسط ميدان  | كولومبوس كرو         |

## لاعبين بألقاب متعددة
فاز ما لا يقل عن 40 لاعبًا بكأسَي الدوري الأمريكي، معظمهم للفرق ذات الألقاب المتتالية أو شبه المتتالية (دي سي 1996-1999، سان خوسيه 2001 و 2003، لوس أنجلوس جالاكسي 2002 و2005، و 2011-2012، وهيوستن 2006-2007). بريان مولان هو اللاعب الوحيد الذي فاز بالكأس بأربعة فرق مختلفة، في حين أن اللاعبين الذين فازوا بها بثلاثة فرق مختلفة هم: كريج وايبل وأليخاندرو مورينو وآزرا هندريكسون ودارلينجتون ناجبي.
| نهائيات كأس الدوري الأمريكي | اللاعبون (سنوات الفوز) |
| --------------------------- | --- |
| 6                           | لاندون دونوفان (2001، 2003، 2005، 2011، 2012، 2014) |
| 5                           | جيف أجوس (1996، 1997، 1999، 2001، 2003) تود دونيفانت (2003، 2005، 2011، 2012، 2014) بريان مولان (2002، 2003، 2006، 2007، 2010) |
| 4                           | خايمي مورينو (1996، 1997، 1999، 2004) كريج وايبل (2002، 2003، 2006، 2007) دواين دي روزاريو (2001، 2003، 2006، 2007) إدي روبنسون (2001، 2003، 2006، 2007) جوش سوندرز (2003، 2005، 2011، 2012) |
| 3                           | دارلينجتون ناجبي (2015، 2018، 2020) ريتشارد مولروني (2001، 2003، 2007) ماركو إتشيفري (1996، 1997، 1999) بريان كاملر (1996، 1997، 1999) جون ميسنر (1996، 1997، 1999) كلينت بي (1996، 1997، 1999) إدي بوب (1996، 1997، 1999) ريتشي ويليامز (1996، 1997، 1999) كريس أولبرايت (1999، 2002، 2005) بريان تشينج (2003، 2006، 2007) جيسي مارش (1996، 1997، 1998) أليخاندرو مورينو (2002، 2006، 2008) عزرا هندريكسون (2002، 2004، 2008) بات أونستاد (2003، 2006، 2007) تشاد مارشال (2008، 2016، 2019) جونينيو (2011، 2012، 2014) عمر غونزاليس (2011، 2012، 2014) روبي كين (2011، 2012، 2014) إيه جي ديلاجارزا (2011، 2012، 2014) ليوناردو (2011، 2012، 2014) هيكتور خيمينيز (2011، 2012، 2020) |